# Belmont (Harrow)
Belmont is een wijk in het Londense bestuurlijke gebied Harrow, in de regio Groot-Londen.